# كأس السوبر العربي 1997
كأس السوبر العربي 1997 كانت مسابقة دولية للأندية شارك فيها الفائزون ووصافئهم من البطولة العربية للأندية والبطولة العربية للأندية الفائزة بالكؤوس. هي النسخة الرابعة وقد فاز بها الأهلي المصري.

## الفرق المشاركة
| النادي         | طريقة التأهل                                      | المشاركة السابقة (الخط العريض يشير إلى الفائزين) |
| -------------- | ------------------------------------------------- | ------------------------------------------------ |
| الأهلي         | بطل بطولة الأندية العربية لأبطال الدوري 1996      | 1 (1995)                                         |
| الرجاء الرياضي | وصيف بطولة الأندية العربية لأبطال الدوري 1996     |                                                  |
| أولمبيك خريبكة | بطل البطولة العربية للأندية الفائزة بالكؤوس 1996  |                                                  |
| الفيصلي        | وصيف البطولة العربية للأندية الفائزة بالكؤوس 1996 |                                                  |

## النتائج والترتيب
| فريق           | لعب | ف | ت | خ | له | عليه | ف.أ | نقاط |
| -------------- | --- | - | - | - | -- | ---- | --- | ---- |
| الأهلي         | 3   | 2 | 0 | 1 | 8  | 3    | +5  | 6    |
| أولمبيك خريبكة | 3   | 1 | 2 | 0 | 4  | 3    | +1  | 5    |
| الفيصلي        | 3   | 1 | 1 | 1 | 2  | 5    | −3  | 4    |
| الرجاء الرياضي | 3   | 0 | 1 | 2 | 2  | 5    | −3  | 1    |

## وصلات خارجية
- Arab Super Cup 1997 - rsssf.com